# Bilsteinklippen (Reitzenhagen)

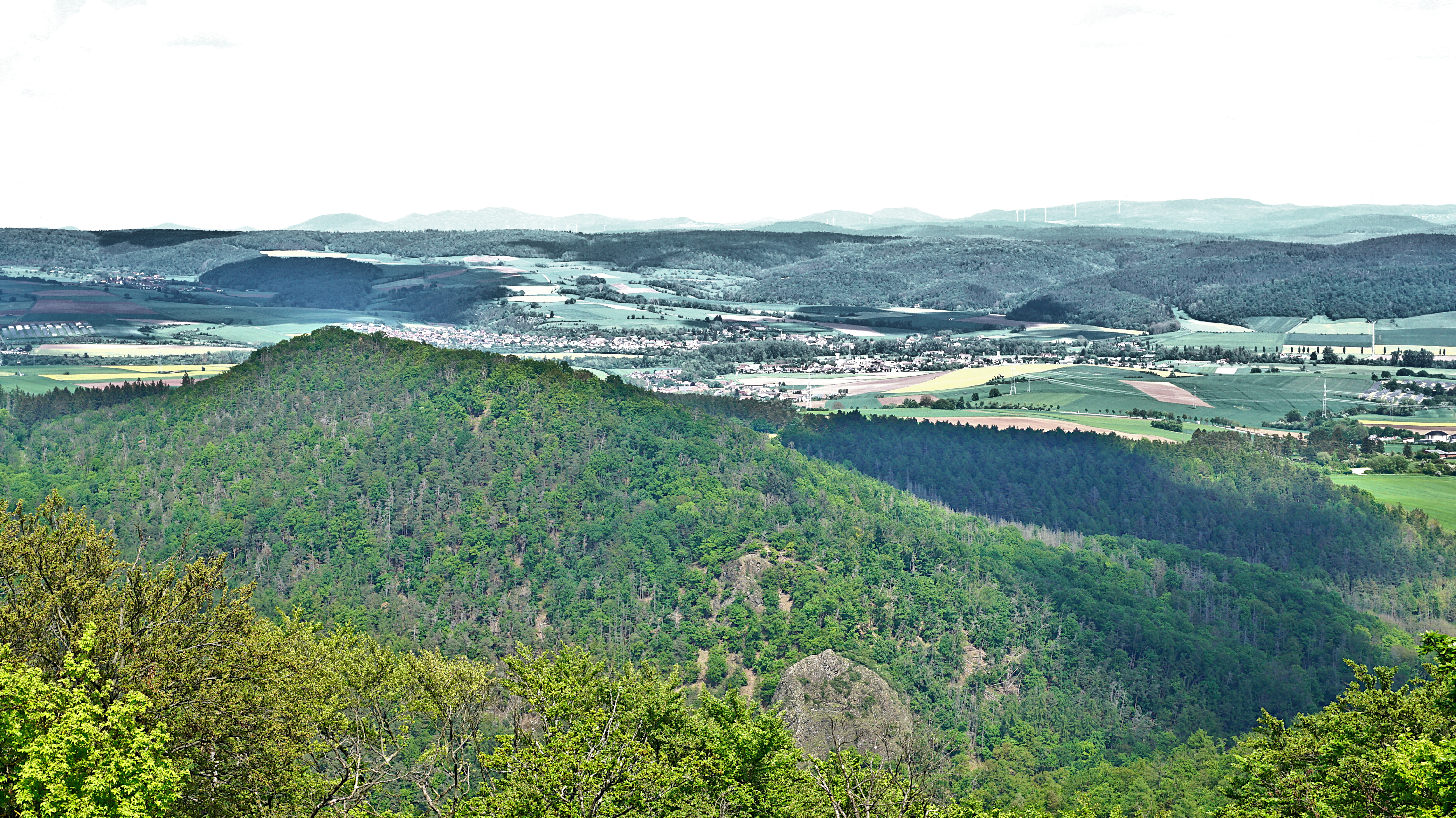
Bilstein bei Bad Wildungen. Im Vordergrund die Bilsteiner Klippen.

Die Bilsteinklippen in der Gemarkung Bad Wildungen im nordhessischen Landkreis Waldeck-Frankenberg sind als Diabasfelsklippen ein geologisch, floristisch und faunistisch wertvoller Bereich im Nordostteil des Kellerwalds.

## Geographische Lage
Die Bilsteinklippen befinden sich im Naturpark Kellerwald-Edersee auf dem südlichen Sporn des Bilsteins (455,1 m ü. NHN), einem Berg beim westlichen Bad Wildungener Ortsteil Reitzenhagen. Unterhalb bzw. südlich der Klippen befindet sich das Tal der Wilde, einem südwestlichen bzw. rechten Eder-Zufluss. Am Fluss steht unterhalb des Bilsteins die Koppelmühle.

## Geschichte
Im 9. oder 10. Jahrhundert wurde oberhalb der Bilsteinklippen auf einem südlichen Sporn des Bilsteins eine urkundlich nicht belegbare Burg errichtet, heute als Burg Bilstein (auch Reitzenhäger Doppelburg) bezeichnet. Es muss als eine Doppelburg oder mit einer Vorburg angelegt gewesen sein, denn 300 Meter südlich liegt die mit einem Wallgraben gesicherte Felsklippe. Nur noch ein Burghügel und die Gräben zeugen von der wohl im 9. Jahrhundert errichteten und im 12. Jahrhundert abgegangenen Burg.

## Flora
Die Bilsteinklippen sind ein geschütztes Biotop seltener Pflanzen aus vorherigen Klimaepochen auf der bewaldeten Diabaskuppe des Bilsteins. Der Königlich-Preußische Apotheker Jan Baptista Müller aus Medebach hat den Bilstein in seiner «Flora Waldecks und der Herrschaft Itter» 1841 erstmals wegen seiner floristischen Seltenheiten erwähnt. An die Klippen grenzt eine ehemalige Hutefläche an, die nach Aufgabe der Beweidung 1960 mit Kiefern aufgeforstet wurde. Durch Sukzession bildete sich ein artenreicher Magerrasen unter den Kiefern aus. Zu den seltenen Pflanzen in dem Magerwiesen-Biotop an den Klippen zählen die Deutsche Hundszungen, Stendelwurzen, Berberitze, Wacholder, Pfingstnelke, Graslilie und die sehr seltene Orchidee Kriechendes Netzblatt.

## Schutzgebiete
Die Bilsteinklippen und der Bilstein liegen im Naturschutzgebiet Bilstein bei Bad Wildungen (CDDA-Nr. 318198; 1999 ausgewiesen; 62,9 ha groß), das auch als gleich großes Fauna-Flora-Habitat-Gebiet Bilstein bei Bad Wildungen (FFH-Nr. 4820-305) ausgewiesen ist. Im Bereich von Bilsteinklippen und Bilstein befinden sich Teile des Vogelschutzgebiets Kellerwald (VSG-Nr. 4920-401; 263,9949 km²).

## Verkehrsanbindung und Wandern
Entlang der Wilde verläuft in ihrem Abschnitt Reitzenhagen−Reinhardshausen die Kreisstraße 40. Von einem Wanderparkplatz bei Reitzenhagen führt ein Wanderweg hinauf zu den Bilsteinklippen. Auf den Klippen wurde ein Ruheplatz mit Bänken errichtet – mit Blick ins Flusstal und auf den südsüdwestlich davon befindlichen Homberg.